# Emil Berger (Maler)
Emil Berger (* 5. September 1890 in Waldenburg, Kanton Basel-Landschaft; † 25. Mai 1979 in Sissach) war ein Schweizer Primarlehrer, Maler und Zeichner.

## Leben und Werk
Emil Berger, Sohn eines Uhrmachers, wuchs in Waldenburg auf und liess sich am Lehrerseminar Wettingen zum Primarlehrer ausbilden. Als solcher unterrichtete er von 1912 bis 1955 an der Primarschule von Sissach. Berger unternahm Studienreisen nach München, Dresden, Italien und Paris und bildete sich dabei autodidaktisch zum Maler aus. Er kopierte Arnold Böcklin und Ferdinand Hodler und setzte sich mit Jean-Baptiste Camille Corot und Paul Cézanne auseinander. Mehrere Arbeitsaufenthalte führten ihn nach Bernina Hospiz, Flims, Zermatt, in das Berner Oberland und nach St. Antönien. In der Folge stellte er ab 1928 regelmässig in verschiedenen Gruppenausstellungen in der Kunsthalle Basel und an den Basellandschaftlichen Gruppenausstellungen aus. 1974 und 1978 fanden zwei grosse Einzelausstellungen in Sissach statt.